# ЗЦРС-122
ЗЦРС-122 је грузијски 122 мм вишецевни ракетни лансер заснован на совјетском БМ-21 Град. Марта 2012. године Грузија је представила сопствену модифковану верзију совјетског лансера БМ-21 Град. Иновативна побољшања слична су као код пољског лансера ВР-40 Лангуста. Кабина је оклопљена и штити посаду (у складу са СТАНАГ степеном оклопљености до нивоа 2). Посада може да управља лансером из кабине без непотребног изласка напоље. Тежина ракете износи 66,4 kg, а њене бојеве главе 18,4 kg. Домет ракете је 40 km. Само пуњење лансера траје седам минута док се цели ракетни терет може испалити за 20 секунди.
Умјесто изворног совјетског камиона Урал-375Д, за транспорт се користи новији и дужи украјински КрАЗ-6322. Због тога на камиону има довољно мјеста за транспорт додатног 40 цевног лансера. Брзина испаљивања ракета је 2 по секунди, радијус кретања возила износи 500 km.